# Lily Castel
Lily Castel, nacida Alice van Acker (Gante, 10 de abril de 1937) es una cantante belga, conocida por su participación junto a Jacques Raymond en el Festival de la Canción de Eurovisión 1971.

## Carrera
Castel empezó su carrera como bailarina, luego aparció en el programa de televisión Ontdek de Ster en 1958. Consiguió trabajos como cantante en orquestas, y durante la década de 1960 apareció en programas de televisión y actuó en festivales internacionales como el Festival Internacional de la Canción de Sopot. En 1970 realizó una gira con la cantante Lize Marke.

## Festival de la Canción de Eurovisión
El proceso de selección para elegir la canción representante de Bélgica en el Festival de la Canción de Eurovisión 1971 dio como resultado el claro triunfo de la canción "Goeiemorgen, morgen" ("Buenos días, mañana"), interpretada por Nicole & Hugo. El festival se celebró el 3 de abril en Dublín. Menos de una semana antes, Nicole cayó enferma con ictericia y el dúo tuvo que retirarse.  En el último minuto, la televisión VRT reclutaron a Castel y a Jacques Raymond, que había participado en el Festival de la Canción de Eurovisión 1963. En una carrera contrarreloj, llegaron a la sede del Festival, el Gaiety Theatre y se dieron cuenta de que el escenario no se adecuaba a la actuación que habían preparado. A pesar de las circunstancias hicieron una buena interpretación, pero "Goeiemorgen, morgen" solo pudo alcanzar el 14º puesto de un total de 18 países.

## Carrera posterior
Castel continuó con su carrera, alcanzando el éxito en conciertos y espectáculos de variedade durante años.